# 问题与主义论战
問題與主義論戰，又称问题与主义之争，是胡适與李大钊的一場論戰。五四运动以后的1919年7月，胡适在其主編的《每周评论》31期上发表《多研究些问题，少谈些“主义”》。同年8月，李大钊在《每周评论》35期上发表《再论问题与主义》，说：“我们的社会运动，一方面固然要研究实际问题，一方面也要宣传理想的主义”。他针对胡适关于“根本解决”的观点，指出“必须有一个根本解决，才有把一个一个的具体问题都解决了的希望”。他们通过这种类似双簧的争论模式，各自阐述了自己的观点和立场，在学术界引起了很强的反响。

## 参与者
- 胡适
- 李大钊
- 蓝公武